# 454326 Donlee
454326 Donlee este o planetă minoră (asteroid), cu un diametru de 2,507 km, din centura de asteroizi. A fost descoperită pe 17 mai 2010 la Wise Observatory⁠(d) de Wide-field Infrared Survey Explorer⁠(d). 
Obiectul prezintă o orbită caracterizată de o semiaxă mare de 2,605286767751 UAi, o excentricitate de 0,22, o înclinație de 13,6 ° în raport cu ecliptica.